# Ziffernblock

Tastatur, Ziffernblock rechts

Der Ziffernblock (auch Nummernblock, Zehnerblock, Tastenblock, Zehnertastatur, NumPad oder Num-Block) bezeichnet in der EDV einen bestimmten Bereich der Tastatur eines Computers. Er ist ein abgesetzter Teil der Tastatur (bei handelsüblichen Tastaturen rechts außen angeordnet), der zur Eingabe von Ziffern und Rechenoperatoren dient. Unter Microsoft Windows können mit ihm auch in Unicode enthaltene Schriftzeichen mit ihrem Dezimalcode eingegeben werden. Auch verschiedene Eingabesysteme für die chinesische Schrift, beispielsweise CKC, nutzen den Ziffernblock.

## Tastenanordnung und Tastenbelegung
Die Anordnung der Zifferntasten im Ziffernblock ähnelt der Anordnung der Tasten auf der Tastatur einer Rechenmaschine. Sie unterscheidet sich jedoch von der Anordnung bei der Telefontastatur, wo sich die Ziffern 1, 2 und 3 oben befinden.
Im deutschen Tastatur-Layout befinden sich auf dem Ziffernblock die Ziffern 0 bis 9, das Komma, Tasten für die Eingabe von Additions-, Subtraktions-, Multiplikations- und Divisionszeichen, die Eingabetaste zum Bestätigen von Eingaben sowie die Taste Num-Lock zum Aktivieren des Ziffernblocks. Im US-amerikanischen Tastatur-Layout befindet sich anstelle des Kommas der Punkt.
Die Tasten des Ziffernblocks sind teilweise doppelt belegt. Ist der Ziffernblock über die Num-Lock-Taste deaktiviert, dienen seine Zifferntasten zur Cursorsteuerung. Ist gleichzeitig die Rollen-Taste aktiviert, kann in einigen Anwendungen (z. B. Microsoft Excel) mit den Tasten des Ziffernblocks ein Bildlauf ohne Verschiebung des Cursors durchgeführt werden. In Grundstellung nach dem Systemstart ist der Ziffernblock bei den meisten Betriebssystemen inaktiv. Bei den Windows-Versionen erfordert ein mit dem Systemstart aktiver Ziffernblock eine Änderung in der Registry. Unter der Oberfläche KDE Plasma ist das Verhalten in den Systemeinstellungen einstellbar.
Ein aktivierter Ziffernblock ist temporär deaktiviert, solange man eine Umschalttaste gedrückt hält (das gilt zumindest für Windows).

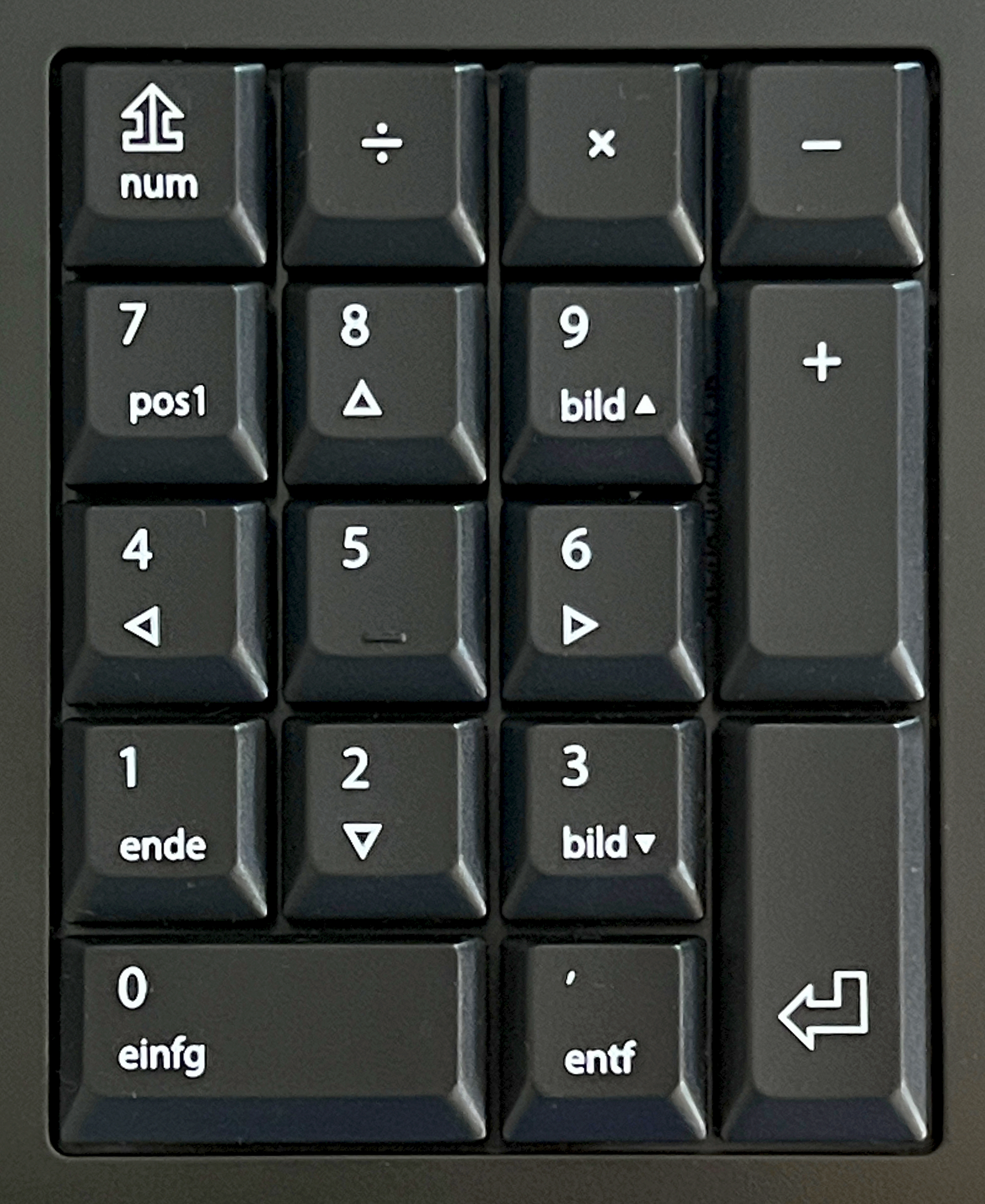
Ziffernblock einer deutschen Tastatur (mit Num-Lock-Symbol gemäß ISO/IEC 9995-7)
Ziffernblock mit Dezimalpunkt und englischer Beschriftung
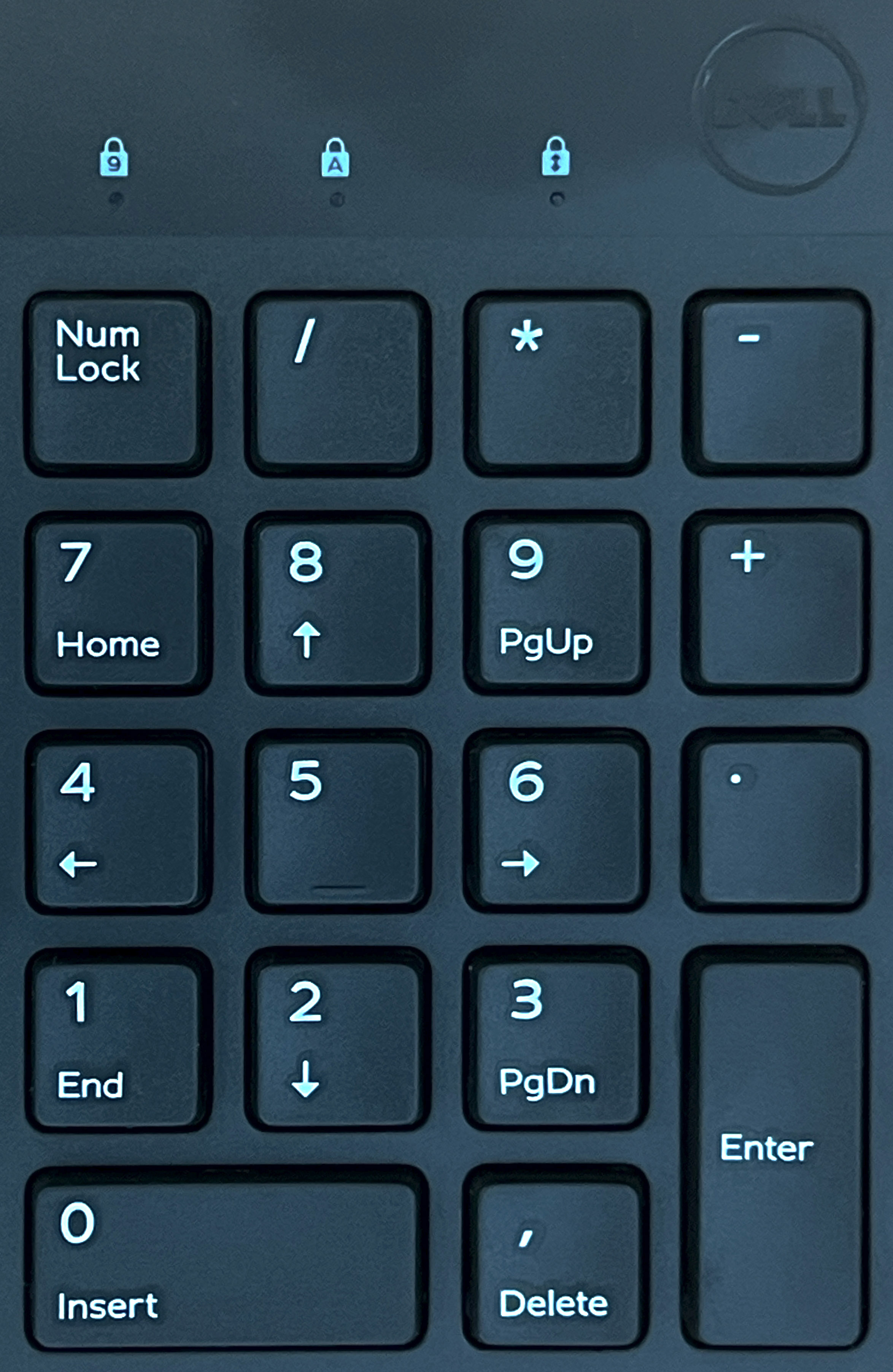
Ziffernblock einer brasilianischen Tastatur mit Dezimalpunkt und Dezimalkomma

## Emulation im alphanumerischen Tastaturteil

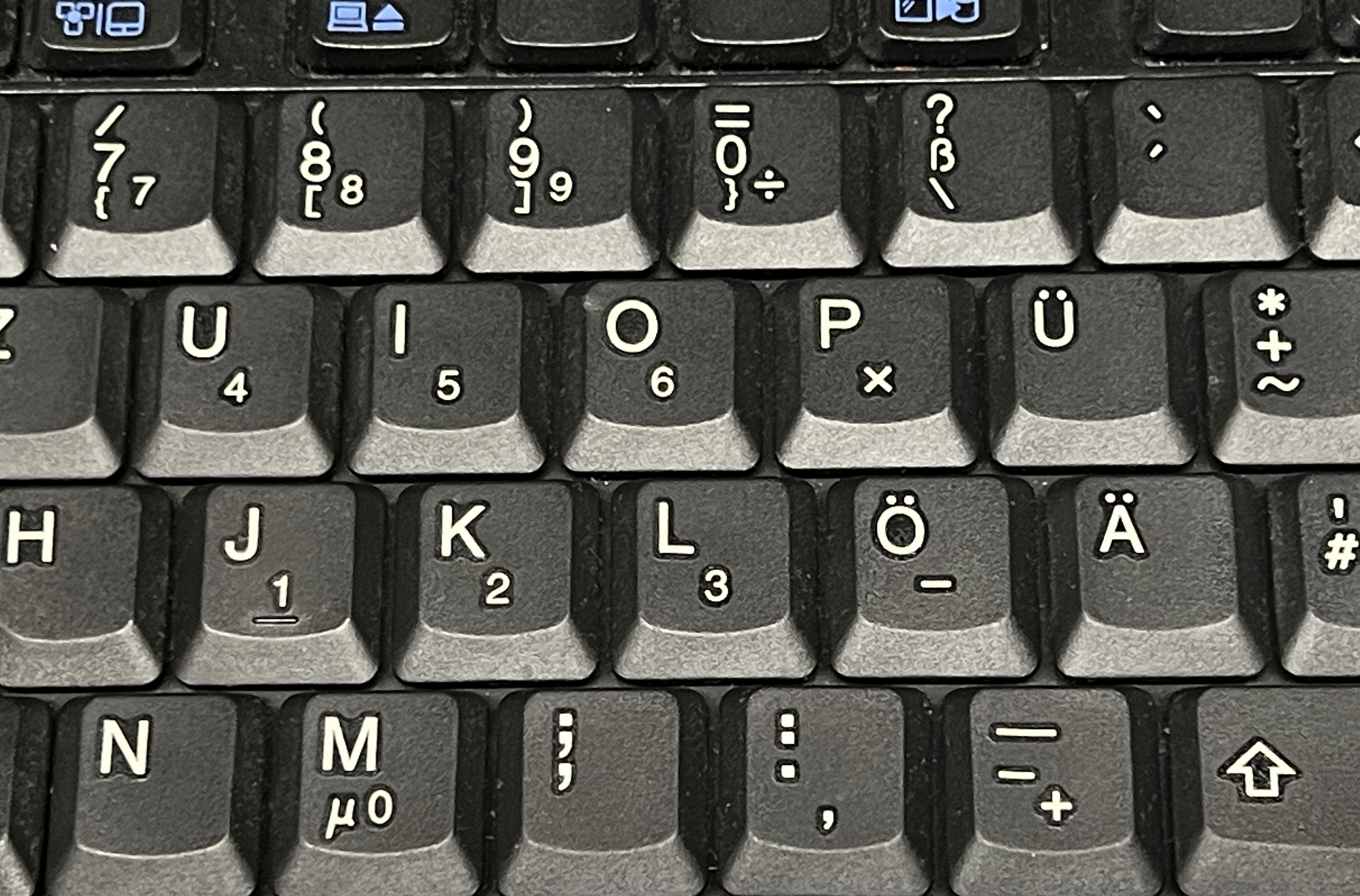
Detail einer Notebook-Tastatur (Lenovo ThinkPad W 500, um 2010) mit Ziffernblock-Symbolgravuren mittig unten auf den betroffenen Tasten

Tastaturen mit geringer Baugröße, die heute etwa für Netbooks eingesetzt werden und früher bei den meisten Notebooks gängig waren, haben meistens keinen separaten Ziffernblock (sie sind Tenkeyless). Hier wird ein Bereich der normalen Tastatur über eine Funktionstaste, meistens mit Fn bezeichnet, als Ziffernblock umdefiniert. Damit haben einige Tasten eine Dreifach-, manche auch eine Vierfachbelegung.
Mittlerweile hat sich bei Notebooks ab 15 Zoll Bildschirmdiagonale ein Tastaturlayout mit Ziffernblock durchgesetzt. Notebooks in dieser Größenordnung ohne Ziffernblock finden sich nur noch selten, unter anderem in einigen Modellreihen der Firma Dell. In dieser Baugröße kann ein zusätzlicher Ziffernblock durchaus mit Nachteilen verbunden sein, wie z. B. der Verlagerung der Schreibtasten und des Touchpads weg vom Mittelpunkt und damit vom Schwerpunkt des Gerätes, kleinerer Enter-Tasten, ungewohnter Positionierung der Cursor-Tasten oder ähnlichen Einschränkungen, die aufgrund der begrenzten Fläche notwendig werden.

## Ziffernblock als eigenständiges Gerät
Ziffernblöcke gibt es auch als extern anschließbare Geräte. Hierbei wurden früher PS/2- und serielle Schnittstellen verwendet, heutzutage benötigen externe Ziffernblöcke meistens einen USB-Anschluss. Es gibt aber auch kabellose Modelle mit Bluetooth. Diese haben mitunter ein separates Display und funktionieren auch als separater Taschenrechner. Sie sind auch an Geräten mit vorhandenem Ziffernblock im Tastaturlayout verwendbar. Die Eingabe von Sonderzeichen unter Windows als Tastenkombination mit Alt funktioniert mit einem separaten Ziffernblock in der Regel nicht.

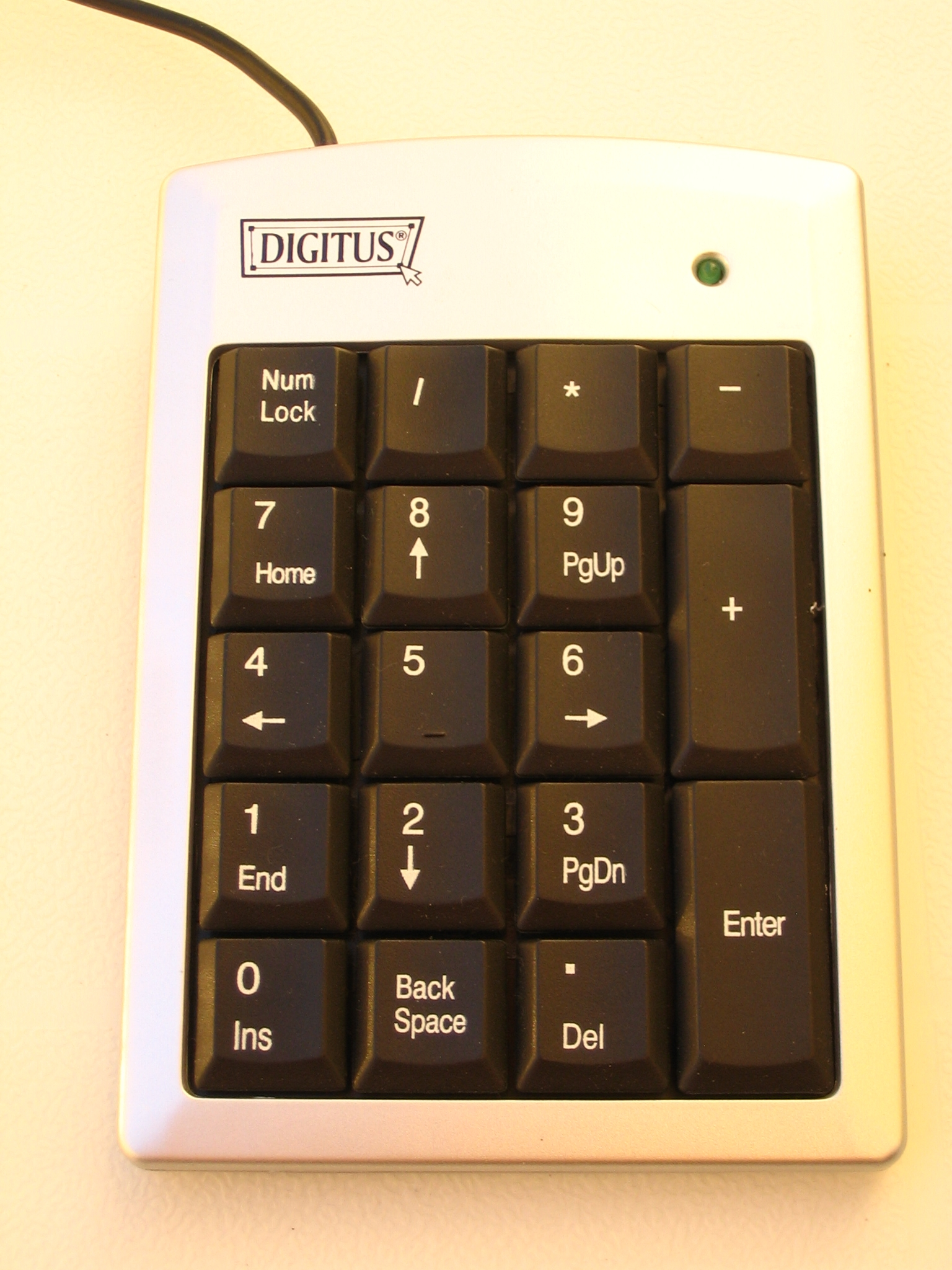
Externer Ziffernblock
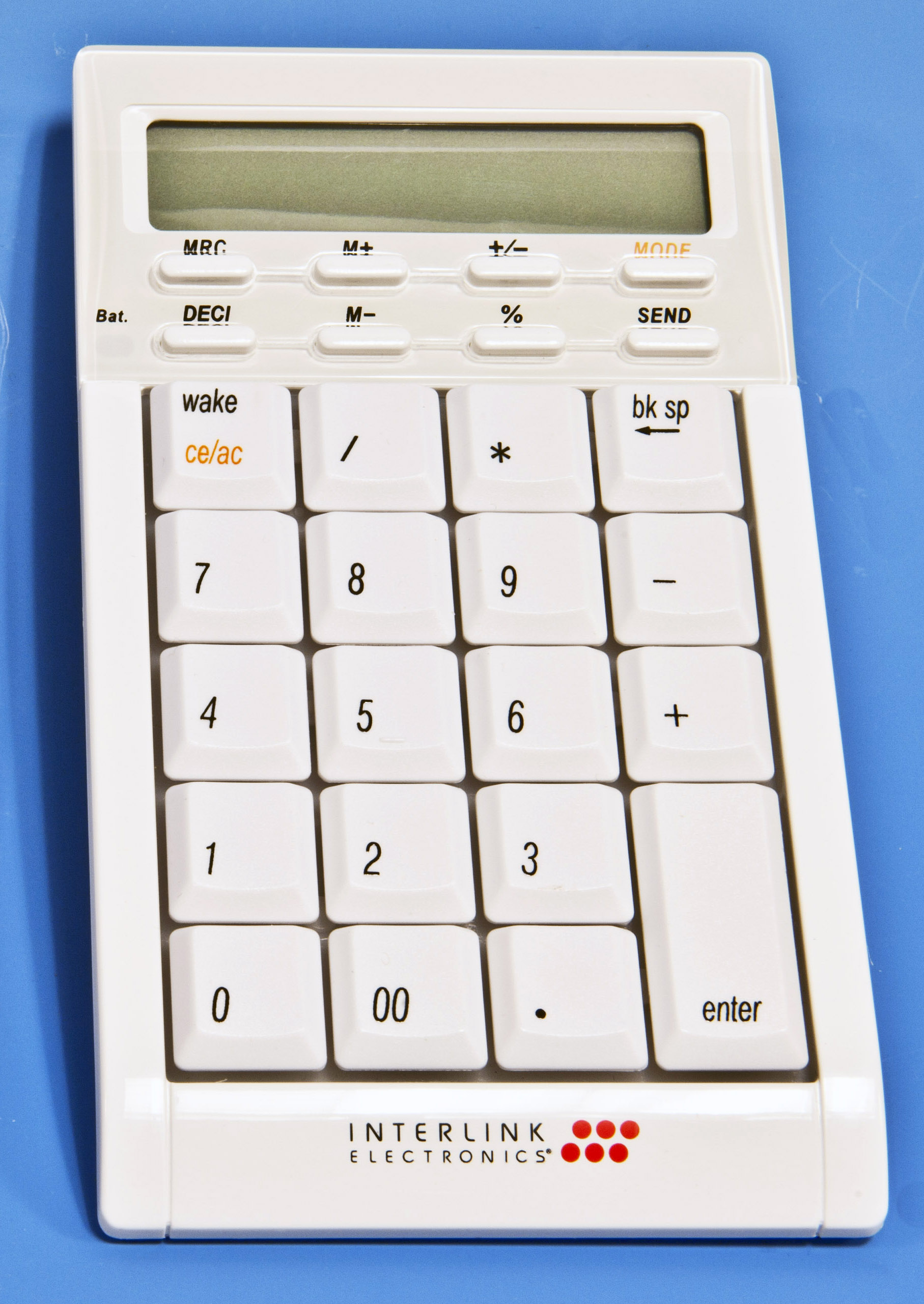
Externer Ziffernblock mit Bluetooth-Anschluss und Taschenrechner-Funktion
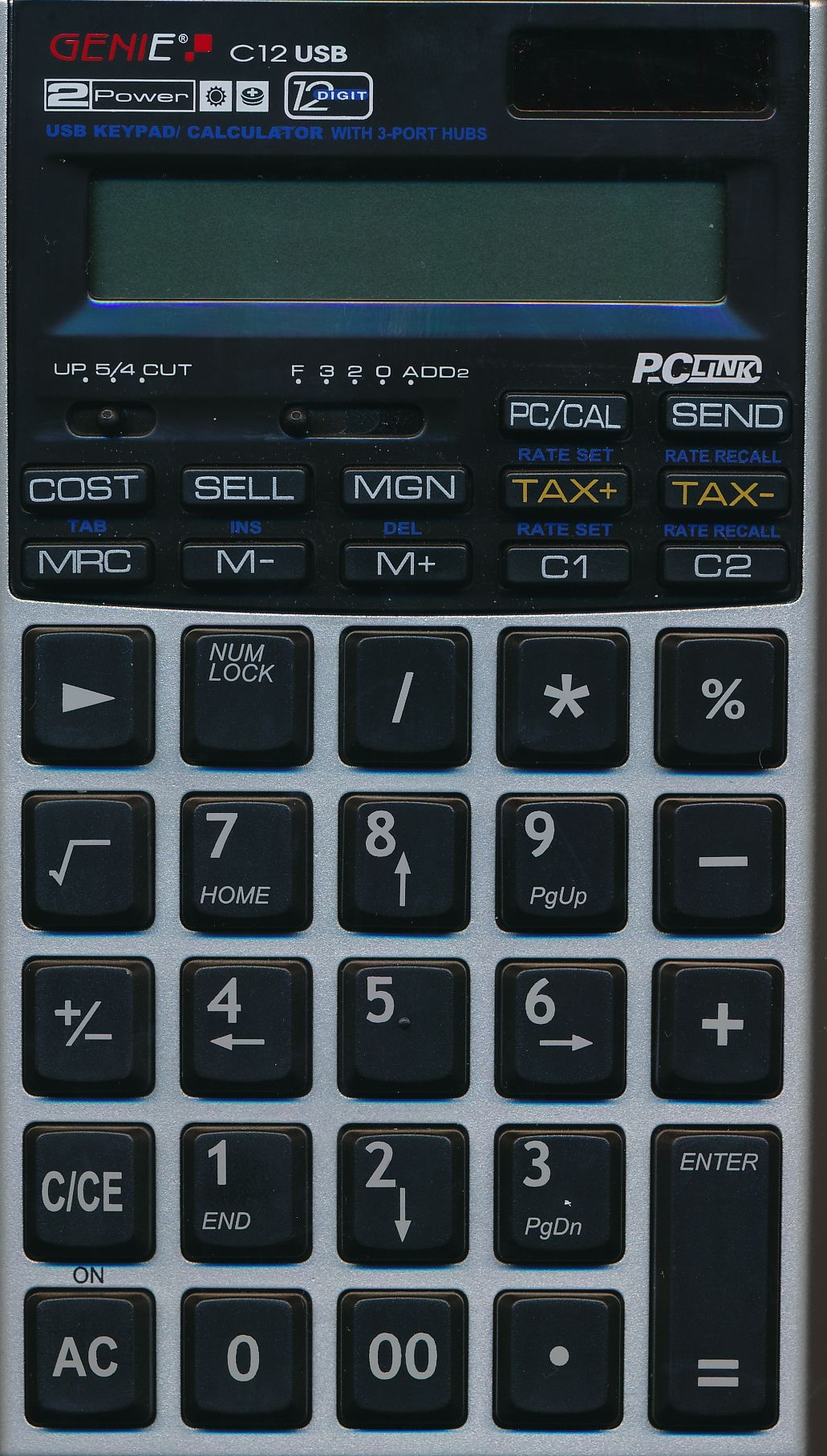
Externer Ziffernblock mit USB-HUB und Solarrechner